# Zabić, by przetrwać
Zabić, by przetrwać (tytuł oryg. Kill 'em All) − amerykański film fabularny z 2012 roku, napisany przez Kena Millera oraz wyreżyserowany przez Raimunda Hubera. W rolach głównych wystąpili aktorzy charakterystyczni, Johnny Messner i Gordon Liu. W Polsce film miał swoją premierę telewizyjną w sierpniu 2013; jego emisji podjęła się stacja TV Puls.

## Obsada
- Johnny Messner − Gabriel
- Gordon Liu − "Wężogłów" (w czołówce jako Chia-Hui Liu)
- Ammara Siripong − Som
- Joe Lewis − "Stolarz"
- Tim Man − "Dzieciak"
- Eoin O'Brien − Buzz